# Dolichopeza (Megistomastix) cubensis
Dolichopeza (Megistomastix) cubensis is een tweevleugelige uit de familie langpootmuggen (Tipulidae). De soort komt voor in het Neotropisch gebied.